# باشگاه فوتبال اوکلند سیتی
باشگاه فوتبال اوکلند سیتی یک باشگاه فوتبال مستقر در حومه سندرینگهام در اوکلند، نیوزیلند است. این باشگاه فوتبال در سال ۲۰۰۴ پس از آغاز مسابقات قهرمانی فوتبال نیوزیلند تأسیس شد. آنها در حال حاضر در لیگ شمالی رقابت می‌کنند.
اوکلند سیتی با کسب ده عنوان قهرمانی فوتبال نیوزیلند و ۱۳ عنوان قهرمانی لیگ قهرمانان اقیانوسیه، خود را به عنوان یک قدرت اصلی در نیوزیلند و اقیانوسیه تثبیت کرده است. این باشگاه با کسب هفت عنوان قهرمانی متوالی لیگ قهرمانان اقیانوسیه بین سال‌های ۲۰۱۱ تا ۲۰۱۷ - که بیشترین تعداد قهرمانی متوالی قاره‌ای در تاریخ هر تیم فوتبالی است - موفق‌ترین باشگاه در اقیانوسیه است. این امر منجر به تبدیل شدن اوکلند به یک عضو ثابت در جام جهانی باشگاه‌ها شده است و به طور مشهور در نسخه ۲۰۱۴ به مقام سوم دست یافته است. تیم جوانان اوکلند سیتی در لیگ ملی جوانان نیوزیلند بازی می‌کند و با هفت عنوان قهرمانی، موفق‌ترین تیم در تاریخ مسابقات ملی جوانان است.
اوکلند سیتی در حال حاضر بازی‌های خانگی خود را در ورزشگاه کیویتئا استریت در سندرینگهام، نیوزیلند برگزار می‌کند. رنگ‌های معمول لباس آنها پیراهن و شورت آبی سلطنتی راه‌راه کمرنگ با جوراب‌های سفید است. نشان فعلی که از زمان تأسیس باشگاه مورد استفاده قرار گرفته، برج آسمان، یک نماد نمادین اوکلند، را نشان می‌دهد. این باشگاه تأثیر زیادی از کرواسی دارد و به شدت با ورزشگاه سنترال یونایتد (که در سال ۱۹۶۲ توسط مهاجران دالماسی تأسیس شد) مرتبط است و در همان ورزشگاه بازی می‌کند.

## تاریخچه
اوکلند سیتی دوازده بار قهرمان فصل عادی مسابقات فوتبال نیوزیلند و هشت بار قهرمان فینال بزرگ شده است. آنها نماینده کنفدراسیون فوتبال اقیانوسیه (اواف‌سی) در لیگ قهرمانان اقیانوسیه بودند که اخیراً در سال ۲۰۲۵ برای سیزدهمین بار قهرمان شدند. آنها با کسب مقام سوم در سال ۲۰۱۴، تنها تیم اقیانوسیه بودند که به نیمه نهایی جام باشگاه‌های جهان راه یافتند. آنها همچنین تنها تیمی هستند که سه بار سه‌گانه قاره‌ای را کسب کرده‌اند.
در سال ۲۰۱۷، تیم اوکلند سیتی به مناسبت سال نو قمری، به یک تورنمنت دوستانه در هنگ کنگ دعوت شد. اوکلند سیتی موفق شد در نیمه نهایی، تیم سئول کره جنوبی را شکست داده و به فینال راه یابد. در فینال مقابل میزبان، کیتچی هنگ کنگ بازی کرد و با یک گل برنده و قهرمان شد. در سال ۲۰۱۹ این تیم مجددا به این تورنمنت دعوت شد و این‌بار از تیم شاندونگ تایشان چین شکست خورد و در رده بندی نیز مقابل تیم دوم هنگ کنگ تن به شکست داد.

### جام جهانی باشگاه‌ها

#### ۲۰۰۹
تیم اوکلند سیتی در این فصل از رقابت‌های جام باشگاه‌ها در مرحله پلی‌آف با تیم الاهلی امارات که قهرمان لیگ برتر امارات و میزبان مسابقات بود قرار گرفت و توانست با ۲ گل حریف خود را شکست دهد. این تیم در مرحله ۱/۴ نهایی مقابل آتلانتی مکزیک، ۳–۰ شکست خورد. در رده بندی برای مقام پنجم، پائول پوسا مربی این تیم، این بازی را بزرگترین شب در تاریخ باشگاه اوکلند سیتی دانست. اوکلند سیتی در این بازی مقابل تیم مازمبه از جمهوری دموکراتیک کنگو که قهرمان لیگ قهرمانان آفریقا شده بود برگزار کرد و ۳–۲ برنده شد. این دو برد اولین بردهای تاریخ یک تیم نیوزیلندی در این رقابت‌ها و همچنین اولین برد یک تیم آماتور در این مسابقات بود. اوکلند سیتی با برد در این بازی مقام پنجم را بدست آورد.

#### ۲۰۱۴
اوکلند سیتی در ابتدا مقابل تیم مغرب تطوان مراکش که میزبان مسابقات بود ایستاد. این بازی در وقت‌های قانونی گلی نداشت اما تیم اوکلند سیتی در ضربات پنالتی به برتری ۴–۳ رسید و به مرحله بعدی رفت. در مرحله ۱/۴ نیز با دیگر تیم آفریقایی این فصل مسابقات به نام وفاق سطیف الجزایر روبرو شد و با نتیجه ۱–۰ این تیم را شکست داد. در نیمه نهایی، این تیم در دیداری جنجالی به مصاف قهرمان جام لیبرتادورس، یعنی سن لورنسو آلماگرو آرژانتین رفت. در این دیدار با وجود امید بالای تیم اوکلند سیتی، این تیم ۲–۱ شکست خورد و از رسیدن به فینال بازماند. در دیدار رده بندی برای مقام سوم، این تیم در مقابل کروز آزول مکزیک، قهرمان جام طلایی کونکاکاف ۱–۱ مساوی کرد و در پنالتی کشی، ۴–۲ برنده شد تا در یک بازی تاریخی به مقام سوم این رقابت‌ها دست پیدا کند.
کار دشواری که تیم اوکلند سیتی موفق به انجام آن شد، بازتاب زیادی در جهان داشت. زیرا تیمی در سطح آماتور موفق شده بود کاری را که باید انجام می‌داد انجام دهد. همچنین ایوان وایسلیج، مدافع برجسته این تیم که در صعود این تیم به این مرحله تاثیرات مستقیمی داشت بعد از کریستیانو رونالدو و سرخیو راموس از رئال مادرید، سومین توپ طلا را دریافت کرد.

#### ۲۰۲۵
اوکلند تنها سهمیه اختصاص داده شده به اقیانوسیه را در جام جهانی باشگاه‌ها ۲۰۲۵، اولین دوره‌ای که تحت فرمت جدید و توسعه‌یافته برگزار می‌شود، کسب کرد. آنها در گروه C قرار گرفتند، جایی که ۱۰–۰ به بایرن مونیخ و ۶–۰ به بنفیکا باختند. در آخرین بازی مرحله گروهی، اوکلند سیتی به تساوی ۱–۱ مقابل بوکا جونیورز دست یافت. اوکلند ۳.۵۸ میلیون دلار آمریکا برای شرکت در این رقابت‌ها و ۱ میلیون دلار دیگر برای کسب تساوی با بوکا جونیورز به دست آورد.

## رنگ و نماد
رنگ‌های معمول لباس تیم اوکلند سیتی، پیراهن‌های سرمه‌ای کمرنگ، شلوارک سرمه‌ای و جوراب‌های سفید است. نشان فعلی شامل برج آسمان و جزیره رانگیتوتو به همراه بندر وایتماتا است که همگی از نمادهای نمادین اوکلند هستند. همچنین دارای یک لنگر برای یادآوری تاریخ دریایی طولانی شهر اوکلند و یک صفحه شطرنجی زرد و سفید برای یادآوری ریشه‌های اصلی باشگاه است که بر اساس باشگاه خواهرخوانده، سنترال یونایتد، که در سال ۱۹۶۲ تأسیس شد، بنا شده است.

## ورزشگاه
زمین فرایبرگ که در آن زمان یک پارک عمومی بود، در سال ۱۹۶۵ به عنوان زمین فوتبال در اختیار مستاجران باشگاه سنترال یونایتد قرار گرفت. آنچه که به کیویتئا استریت معروف شد، پس از تأسیس اوکلند سیتی در سال ۲۰۰۴ در اختیار آنها قرار گرفت. از آن زمان، امکانات رفاهی کیویتئا استریت مورد بازسازی قرار گرفته است، از جمله یک باشگاه جدید و یک زمین بازسازی شده در سال ۲۰۰۷.
این ورزشگاه گنجایش ۲۵۰ تماشاگر را دارد و فضای ایستادن اضافی نیز در آن تعبیه شده است.

## دربی‌ها
- ویتاکر یونایتد (۲۰۰۴–۲۰۲۴) (دربی اوکلند)
- اوکلند یونایتد (دربی دومینیون رود)
- ولینگتون المپیک (جام مدیترانه)

## در رقابت‌های بین‌المللی
| فصل  | مسابقات             | مرحله                               | باشگاه                | نتیجه       |
| ---- | ------------------- | ----------------------------------- | --------------------- | ----------- |
| ۲۰۰۶ | جام باشگاه‌های جهان  | یک‌چهارم نهایی                       | الاهلی                | ۰–۲         |
| ۲۰۰۶ | جام باشگاه‌های جهان  | مقام پنجم                           | چونبوک هیوندای موتورز | ۰–۳         |
| ۲۰۰۹ | جام باشگاه‌های جهان  | پلی آف                              | الاهلی                | ۲–۰         |
| ۲۰۰۹ | جام باشگاه‌های جهان  | یک‌چهارم نهایی                       | آتلانتی               | ۰–۳         |
| ۲۰۰۹ | جام باشگاه‌های جهان  | مقام پنجم                           | تی‌پی مازمبه           | ۳–۲         |
| ۲۰۱۱ | جام باشگاه‌های جهان  | پلی آف                              | کاشیوا ریسول          | ۰–۲         |
| ۲۰۱۲ | جام باشگاه‌های جهان  | پلی آف                              | سانفریس هیروشیما      | ۰–۱         |
| ۲۰۱۳ | جام باشگاه‌های جهان  | پلی آف                              | الرجا کازابلانکا      | ۱–۲         |
| ۲۰۱۴ | جام باشگاه‌های جهان  | پلی آف                              | مغرب تطوان            | ۰–۰ (۴–۳ پ) |
| ۲۰۱۴ | جام باشگاه‌های جهان  | یک‌چهارم نهایی                       | وفاق سطیف             | ۱–۰         |
| ۲۰۱۴ | جام باشگاه‌های جهان  | نیمه نهایی                          | سن لورنسو             | ۱–۲ (و.ا.)  |
| ۲۰۱۴ | جام باشگاه‌های جهان  | رده بندی                            | کروز آزول             | ۱–۱ (۴–۲ پ) |
| ۲۰۱۵ | جام باشگاه‌های جهان  | پلی آف                              | سانفریس هیروشیما      | ۰–۲         |
| ۲۰۱۶ | جام باشگاه‌های جهان  | پلی آف                              | کاشیما آنتلرز         | ۱–۲         |
| ۲۰۱۷ | جام باشگاه‌های جهان  | پلی آف                              | الجزیره               | ۰–۱         |
| ۲۰۲۰ | جام باشگاه‌های جهان  | پلی آف                              | الدحیل                | انصراف      |
| ۲۰۲۲ | جام باشگاه‌های جهان  | پلی آف                              | الاهلی                | ۰–۳         |
| ۲۰۲۳ | جام باشگاه‌های جهان  | پلی آف                              | الاتحاد               | ۰–۳         |
| ۲۰۲۴ | جام بین قاره‌ای فیفا | پلی آف جام آفریقا-آسیا-اقیانوس آرام | العین                 | ۲–۶         |
| ۲۰۲۵ | جام جهانی باشگاه‌ها  | گروه C                              | بایرن مونیخ           | ۰–۱۰        |
| ۲۰۲۵ | جام جهانی باشگاه‌ها  | گروه C                              | بنفیکا                | ۰–۶         |
| ۲۰۲۵ | جام جهانی باشگاه‌ها  | گروه C                              | بوکا جونیورز          | ۱–۱         |
| ۲۰۲۵ | جام بین قاره‌ای فیفا | پلی آف جام آفریقا-آسیا-اقیانوس آرام | پیرامیدز              | نامشخص      |

## افتخارات
| نوع                | مسابقه                 | تعداد | فصل‌ها |
| ------------------ | ---------------------- | ----- | --- |
| داخلی (نیوزیلند)   | لیگ فوتبال نیوزیلند    | ۱۰    | ۰۵–۲۰۰۴، ۰۶–۲۰۰۵، ۰۷–۲۰۰۶، ۰۹–۲۰۰۸، ۱۴–۲۰۱۳، ۱۵–۲۰۱۴، ۱۸–۲۰۱۷، ۲۰–۲۰۱۹، ۲۰۲۲، ۲۰۲۴                         |
| داخلی (نیوزیلند)   | جام چاتام              | ۱     | ۲۰۲۲ |
| داخلی (نیوزیلند)   | جام خیریه              | ۷     | ۲۰۱۱، ۲۰۱۳، ۲۰۱۵، ۲۰۱۶، ۲۰۱۸، ۲۰۱۹، ۲۰۲۰                                                                   |
| داخلی (نیوزیلند)   | رتبه اول لیگ برتر      | ۱۲    | ۰۵–۲۰۰۴، ۰۶–۲۰۰۵، ۱۰–۲۰۰۹، ۱۲–۲۰۱۱، ۱۴–۲۰۱۳، ۱۵–۲۰۱۴، ۱۶–۲۰۱۵، ۱۷–۲۰۱۶، ۱۸–۲۰۱۷، ۱۹–۲۰۱۸، ۲۰–۲۰۱۹، ۲۱–۲۰۲۰ |
| منطقه‌ای            | لیگ شمالی              | ۴     | ۲۰۲۱، ۲۰۲۲، ۲۰۲۳، ۲۰۲۴                                                                                     |
| قاره‌ای (اقیانوسیه) | لیگ قهرمانان اقیانوسیه | ۱۳    | ۲۰۰۶، ۰۹–۲۰۰۸، ۱۱–۲۰۱۰، ۱۲–۲۰۱۱، ۱۳–۲۰۱۲، ۱۴–۲۰۱۳، ۱۵–۲۰۱۴، ۲۰۱۶، ۲۰۱۷، ۲۰۲۲، ۲۰۲۳، ۲۰۲۴، ۲۰۲۵             |
| قاره‌ای (اقیانوسیه) | جام پرزیدنت اقیانوسیه  | ۱     | ۲۰۱۴ |

- رکورد

### بین‌المللی
- جام جهانی باشگاه‌ها
  - مدال نقره (۱): ۲۰۱۴

### تیم جوانان
- قهرمانی (۵): ۲۰۰۷، ۲۰۰۹، ۲۰۱۲، ۲۰۱۳، ۲۰۱۷.

### دوستانه
- جام سال نو قمری هنگ کنگ
  - قهرمانی (۱): ۲۰۱۷